# Prix Gémeaux du meilleur rôle de soutien féminin
Le prix Gémeaux du meilleur rôle de soutien féminin est une récompense télévisuelle remise par l'Académie canadienne du cinéma et de la télévision entre 1988 et 2011.

## Palmarès

### Dramatique
- 1988 - Dorothée Berryman, Des dames de cœur (Radio-Canada)
- 1988 - Monique Aubry, Le Temps d'une paix (Radio-Canada)
- 1989 - Geneviève Rioux, L'Héritage (Radio-Canada)
- 1990 - Rita Lafontaine, Avec un grand A épisode Michel et François
- 1991 - Véronique Le Flaguais, Les Filles de Caleb (Cité-Amérique)
- 1992 - Suzanne Champagne, Jamais deux sans toi (Radio-Canada)
- 1993 - Francine Ruel, Scoop II (Productions SDA)
- 1994 - Pascale Montpetit, Blanche (Cité-Amérique Cinéma Télévision)
- 1995 - Diane Lavallée, La Petite Vie II (Productions Avanti Ciné)
- 1996 - Sophie Lorain, Omertà: la loi du silence (épisode 6)
- 1997 - Sonia Vachon, Cher Olivier (épisode 2) (Productions Avanti)
- 1998 - Brigitte Paquette, Omertà II : la loi du silence
- 1999 - Pascale Montpetit, Diva (épisode 36 : Parfum de rose)
- 2000 - Guylaine Tremblay, Albertine, en cinq temps
- 2001 - Michèle-Barbara Pelletier, Fortier (épisode 3)
- 2002 - Céline Bonnier, Le Dernier Chapitre (épisode 2)
- 2003 - Guylaine Tremblay, 24 poses (portraits) (Productions Pixcom)
- 2004 - Julie McClemens, Grande Ourse (épisode Colère et miséricorde)
- 2005 - Micheline Bernard, Vice caché (Production Sphère Média)
- 2006 - Maude Guérin, Vice caché (Production Sphère Média)
- 2011 - Véronique Beaudet, 19-2

### Téléroman
- 1998 - Huguette Oligny, Sous le signe du lion
- 1999 - Diane Lavallée, La Petite Vie
- 2000 - Josée Deschênes, La Petite Vie
- 2001 - Dominique Michel, Catherine
- 2002 - Guylaine Tremblay, Emma
- 2011 - Maude Guérin, Providence

### Téléroman ou comédie
- 2003 - Geneviève Brouillette, Rumeurs
- 2009 - Mirianne Brulé , Ramdam

### Comédie
- 2004 - Véronique Le Flaguais, Rumeurs